# Melanochromis parallelus
Melanochromis parallelus е вид лъчеперка от семейство Цихлиди (Cichlidae).

## Разпространение
Видът е ендемичен за езерото Малави.